# Jan XVIII (koptyjski patriarcha Aleksandrii)
Jan XVIII (ur. ?, zm. 23 października 1796) – w latach 1769–1796 107. patriarcha (papież) Koptyjskiego Kościoła Ortodoksyjnego. 